# Enrique Gómez Muñoz
Enrique Gómez Muñoz (Spencer) (Sevilla, 20 de julio de 1898-Sevilla, 14 de marzo de 1926), más conocido como Spencer, fue un futbolista español, que se desempeñó como delantero en el Sevilla F. C.. Considerado uno de los creadores y el más singular representante de la escuela sevillista de fútbol.

## Biografía

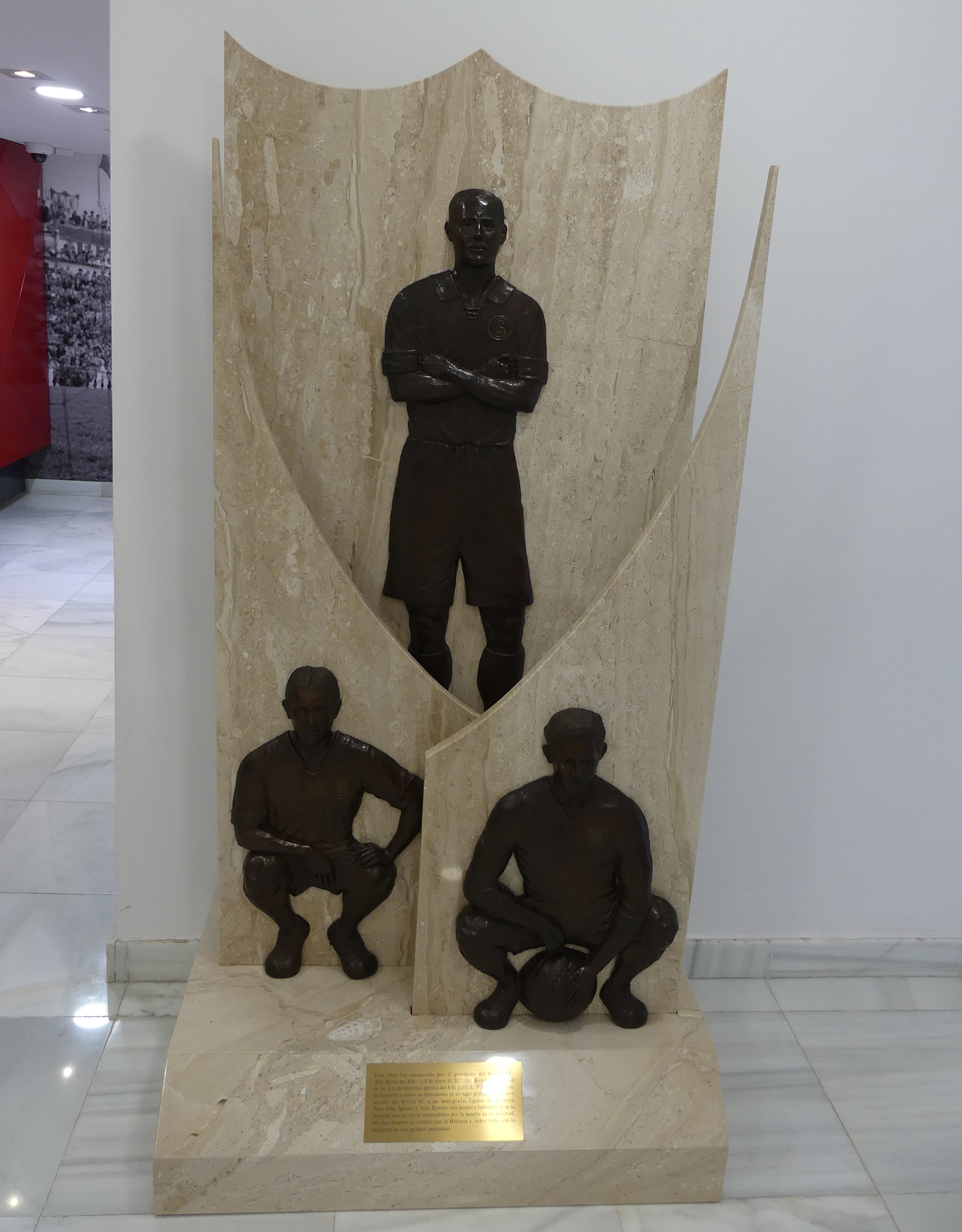
Monumento a Paco Alba, Spencer y Juan Tornero de 2012 en el Museo del Sevilla Fútbol Club.

### Primeros años
De familia acomodada, su padre le prohibió ejercer de futbolista, ya que con ello olvidaba los estudios. Para intentar eludir a su progenitor, en la temporada 1914-1915 se cambió su sobrenombre futbolístico, que hasta entonces era el de Enrique, por el de Spencer,  con el cual alcanzó la inclusión en la historia del fútbol.
Spencer también jugó en el Real Oviedo, (después de haber sido trasladado a la ciudad de Asturias, para realizar el servicio militar) y en el R. C. D. Español de Barcelona, aunque no llegó a debutar oficialmente.

### Carrera nacional e internacional
Con el Sevilla F. C. consiguió dos campeonatos de Sevilla y siete campeonatos de Andalucía. El 16 de diciembre de 1923, Spencer alcanzó la internacionalidad con la Selección de fútbol de España, con un 3-0 en un partido amistoso sobre Portugal. Dicho encuentro se disputó en el Campo de la Victoria, siendo el primero de los disputados por el combinado español en Andalucía, también fue Spencer el primer jugador sevillista y sevillano en alcanzar la internacionalidad

### Últimos años
En 1926 es intervenido quirúrgicamente de apendicitis. Lo que hoy en día resulta una sencilla intervención, no lo era tanto en aquella época. Aún no recuperado totalmente de la intervención, reapareció en Madrid para disputar un partido de ida de Copa frente al Real Madrid, recayendo nuevamente de la enfermedad, por lo que a su vuelta a Sevilla fue nuevamente intervenido. A la misma hora en que se celebraba el partido de vuelta en Sevilla, Spencer falleció a la edad de 27 años. A su entierro asistieron, además de sus allegados, los futbolistas del Real Madrid, que a tal fin retrasaron su vuelta a la capital española.Su trágico final, conmocionó y movilizó a aquella Sevilla de los años veinte, nunca antes se había conocido tal manifestación de duelo colectivo por un futbolista, sus restos fueron llevados a hombros entre la multitud por las calles de Sevilla.
Pocos días después de su fallecimiento se organizó un partido benéfico con la finalidad de recaudar fondos para la madre de Spencer. Se disputó un único encuentro y la Federación Sur donó un trofeo. A este único partido benéfico se le llamó Copa Spencer. Fue Spencer además el inventor de "La Chilena". El escultor Santiago del Campo lo perpetuó en el actual mural de la fachada de Preferencia del Estadio Ramón Sánchez Pizjuán. En la parte baja del mural figuran los campos donde jugó el Sevilla a lo largo de su historia y uno de estos espacios está ocupado por las letras S y H, que corresponden a las iniciales de los dos primeros jugadores internacionales que tuvo el Sevilla: Spencer y Herminio. El 8 de junio de 2012 fue inaugurado en el Estadio Ramón Sánchez Pizjuan un mausoleo en su memoria.